# Kolonia Kuźnia
Kolonia Kuźnia – wieś w Polsce położona w województwie mazowieckim, w powiecie szydłowieckim, w gminie Jastrząb. Ma status sołectwa.
W latach 1975–1998 miejscowość administracyjnie należała do województwa radomskiego.
Wierni Kościoła rzymskokatolickiego należą do parafii św. Jana Chrzciciela w Jastrzębiu.